# Sångare

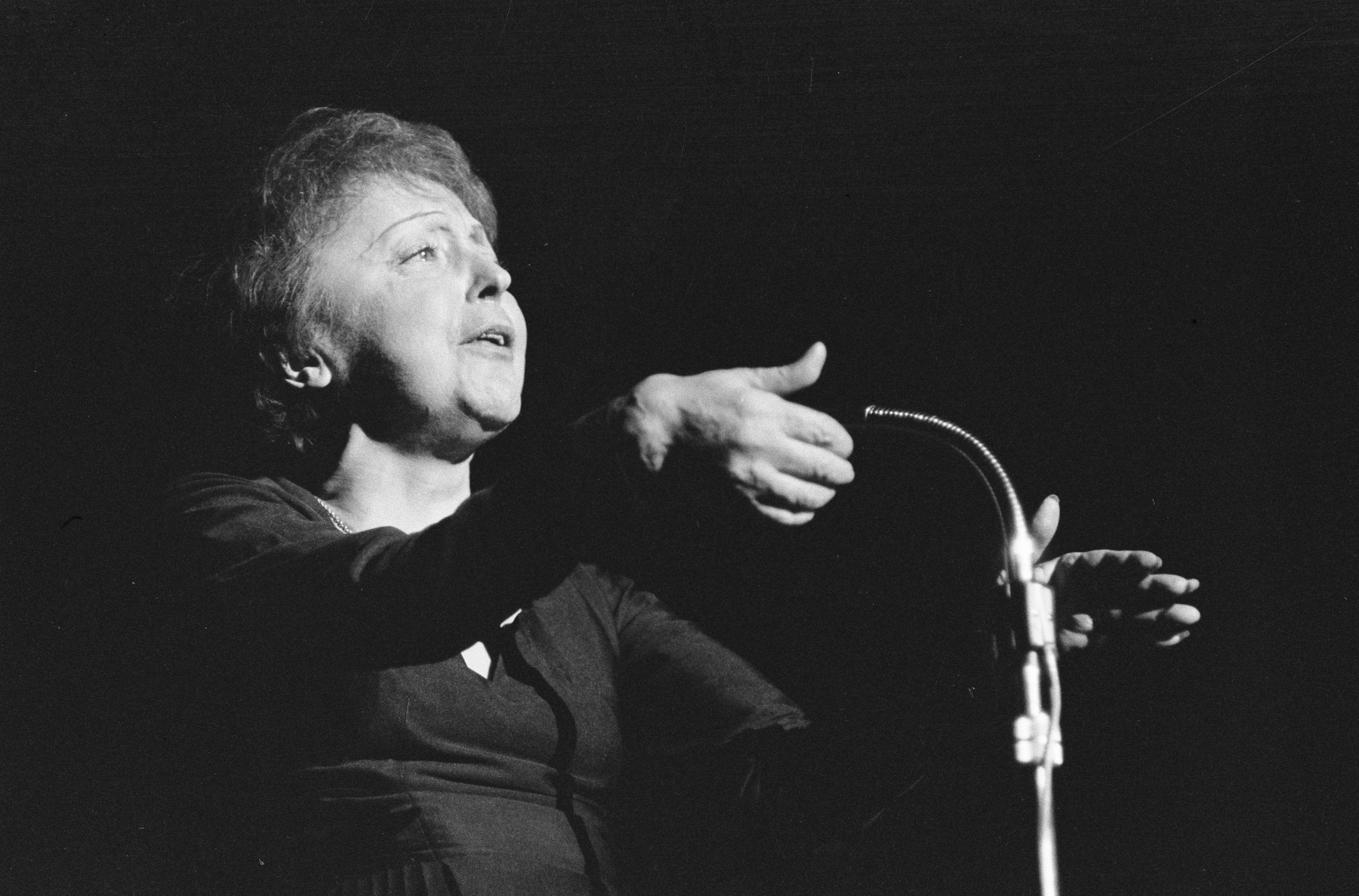
Édith Piaf sjunger vid en mikrofon (1962).

En sångare, sångerska eller vokalist är en person som sjunger, det vill säga använder sin röst för att åstadkomma musik, med hjälp av tonalitet och rytm. Ofta förstärker sångare vanligt tal när de sjunger, men sång kan även framföras utan ord, så kallad vokalis. Begreppet sångare används oftast om personer som uppträder med att sjunga, exempelvis körmedlemmar eller personer som har sång som sin huvudsakliga sysselsättning eller yrke. 
För att bli en skicklig sångare krävs tid, hängivelse och träning. Professionella sångare bygger ofta sin karriär kring en musikgenre, som klassisk musik eller rock. Andra yrken inom sång är sångpedagog som ger sånglektioner, och röstcoacher.
Inom populärmusiken syftar sångare främst på gruppers huvudsångare, och soloartister som sjunger. Populärkulturen lägger ofta stort fokus på just sångare och flera är därför kändisar.